# Cassville (Virginie-Occidentale)
Pour les articles homonymes, voir Cassville.
Cassville est une census-designated place du comté de Monongalia, dans l'État de Virginie-Occidentale aux États-Unis.
La population de la CDP était de 701 habitants lors du recensement de 2010. Cassville est incluse dans l'aire statistique de Morgantown.